# نخودان (كوه بنج)
نخودان (بالفارسية: نخودان) هي قرية تقع في إيران في البلدة المركزية. يقدر عدد سكانها بـ 113 نسمة .